# Lexgaard
Lexgaard (en danois: Læksgårde) est une commune de l'arrondissement de Frise-du-Nord, dans le Land du Schleswig-Holstein.

## Géographie
Le territoire de la commune se partage entre le Geest et les marais maritimes.
|          | Süderlügum   | Westre |
| Braderup | Lexgaard     | Karlum |
|          | Tinningstedt |        |